# Stob Coire an Laoigh
Stob Coire an Laoigh är ett berg i Storbritannien.   Det ligger i kommunen Highland och riksdelen Skottland, i den nordvästra delen av landet, 700 km nordväst om huvudstaden London. Toppen på Stob Coire an Laoigh är 1 116 meter över havet, eller 178 meter över den omgivande terrängen. Bredden vid basen är 1,6 km.
Terrängen runt Stob Coire an Laoigh är huvudsakligen kuperad, men västerut är den bergig.Runt Stob Coire an Laoigh är det mycket glesbefolkat, med 4 invånare per kvadratkilometer. Närmaste större samhälle är Fort William, 13,9 km väster om Stob Coire an Laoigh. Omgivningarna runt Stob Coire an Laoigh är i huvudsak ett öppet busklandskap.